# 皇帝要理書
皇帝要理書（こうていようりしょ）、 または ナポレオン1世の要理書（ナポレオン1せいのようりしょ） とは、ナポレオン・ボナパルトが皇帝となったのち、フランス帝国（フランス第一帝政）により、1806年5月1日に発布されたカトリックの要理書。正式名は『フランス帝国内の全教区の使用のための要理書』。フランス語では、Catéchisme impérial（「帝国の要理書」）、Catéchisme national français（「フランス国家の要理書」）とも表記される。

## 経緯
アンシャン・レジームにおいては、カトリックはフランス王国の国教であり、それぞれの教区では司祭が独自の要理書を用いて教区信者の子弟に対し宗教教育を施していたが、ナポレオン1世はフランス革命期における非キリスト教化運動によって生じた国内分裂や文化破壊、反革命、反乱などの混乱を収束し、国内秩序の回復のためにカトリック教会を復活させ、フランス国内の教区を再編成し、政府の中央集権的な管理や統率が信仰の領域にもおよぶよう努めた。
1801年、第一統領だったナポレオンはローマ教皇ピウス7世とのあいだに結んだコンコルダ（政教協約）の基本条文付則39条で、将来フランス全土が同じミサの様式でおこなわれるよう新しい統一典礼書を、また全国一律に斉一的なキリスト教教育がなされるよう新しい要理書を発布することを約した。それが、1806年の「皇帝の要理書」である。

## 概要
皇帝要理書の起草は宗務庁長官の意を受けたダストロとジョフレの両師が中心になっておこなわれた。参考にされたのは、王権神授説を熱心に説いたことで知られる絶対王政時代のジャック＝ベニーニュ・ボシュエがイル＝ド＝フランスのモーの教区で使用したもので、ナポレオンは十戒の第四戒に、フランス皇帝とその後継者への忠誠義務を付加した。ナポレオンは秩序回復のために教会を復活させ、国内の教区を再編成し、政府中央の官吏・統率が宗教分野におよぶよう努めたのである。ピウス7世はこの要理書の公認を拒んだが、ナポレオンは教皇大使の承認を教皇庁からの承認と偽った。この行為は一部のカトリック信者の憤激をまねいた。